# Hørby Sogn (Mariagerfjord Kommune)
 For alternative betydninger, se Hørby Sogn. (Se også artikler, som begynder med Hørby Sogn)
Hørby Sogn er et sogn i Hobro-Mariager Provsti (Århus Stift).
I 1800-tallet var Hørby Sogn og Døstrup Sogn annekser til Øls Sogn. Alle 3 sogne hørte til Hindsted Herred i Ålborg Amt. Øls-Hørby-Døstrup sognekommune blev ved kommunalreformen i 1970 indlemmet i Hobro Kommune, der ved strukturreformen i 2007 indgik i Mariagerfjord Kommune.
I Hørby Sogn ligger Hørby Kirke.
I sognet findes følgende autoriserede stednavne:
- Hørby (bebyggelse, ejerlav)
- Kirketerp (bebyggelse, ejerlav)
- Solhøj (areal)
- Tobberup (bebyggelse, ejerlav)
- Trehøje (bebyggelse)